# 陶部
陶部（すえべ・陶作部（すえつくりべ））とは、大化前代において須恵器の製造に携わった部。
須恵器及びその製造技法は古墳時代に朝鮮半島南部から伝えられたとされ、5世紀初めには茅渟県陶邑（現在の大阪府堺市中区・南区付近）などで大規模な須恵器の製造が行われて、陶部の形成が行われたと考えられている。『日本書紀』の垂仁天皇3年（紀元前27年）条には、近江国鏡村に日本に渡来した新羅の王子天日槍の従者であった陶人がいたこと、雄略天皇7年（463年）条には百済より陶部高貴ら工人が貢がれたことが記されている。これを直ちに事実とすることには問題があるものの、陶部の工人（陶人）が新羅や百済の出身を多く抱えていたことの反映とみる考え方がある。
ただし、陶部が属していた伴部は明らかではなく、律令制（少なくても養老令）の下で特定の官司に所属した伴部・品部・雑戸になったことを示す記録も存在しない。このため、遅くとも8世紀には陶部は解体して、民間の工人集団に吸収され、朝廷は調や正税交易などの方法で民間から須恵器などの土器類を調達するようになったと考えられている。